# Krná
Krná – wieś (obec) na Słowacji położona w kraju bańskobystrzyckim, w powiecie Poltár. Pierwsze wzmianki o miejscowości pochodzą z roku 1573.
Według danych z dnia 31 grudnia 2012, wieś zamieszkiwały 52 osoby, w tym 26 kobiet i 26 mężczyzn.
W 2001 roku pod względem narodowości i przynależności etnicznej 96,34% mieszkańców stanowili Słowacy.
Ze względu na wyznawaną religię struktura mieszkańców kształtowała się w 2001 roku następująco:
- Katolicy rzymscy – 23,17%
- Ewangelicy – 34,15%
- Ateiści – 29,27%
- Nie podano – 13,41%